# Primo amore (Beckett)
Primo amore è una novella di Samuel Beckett scritta in francese (Premier amour) nel 1946, ma pubblicata solo nel 1970 e tradotta dallo stesso autore in inglese come First Love (1974). In italiano è stata tradotta da Franco Quadri per Einaudi nel 1970. Richiesta da Jérôme Linder per un'edizione limitata, Beckett parlò della novella come di una propria "cassa da morto in cantina", ma alla fine cedette e la pubblicò dopo aver ricevuto il Premio Nobel, per l'insistenza di editori e amici ad avere qualcosa di nuovo. In realtà non gli piaceva più. Si pentì d'averne concesso la stampa, ma corresse lo stesso le bozze mentre era in vacanza ad Alghero, lamentandosene, per lettera, anche l'anno successivo, mentre la traduceva in inglese.
In italiano, è stata pubblicata con i tre racconti, Lo sfrattato, Il calmante e La fine e con i 13 Testi per nulla in volume unico (da Einaudi, nei «Supercoralli» nel 1971 e nei «Nuovi coralli» nel 1974 e successivamente).
Il testo è stato anche messo in scena o letto a teatro da Michael Lonsdale, Alexandre Fabre o Sami Frey in Francia e da Ralph Fiennes in Australia.

## Trama e personaggi
L'unico personaggio è quello che dice "io" già dalla prima parola. Dice di sé che aveva 25 anni quando suo padre morì, e racconta appunto di suo padre e della tomba di lui e del cimitero dove riposa; poi di un viaggio-ricordo a Ohlsdorf, dove dal cimitero si poteva guardare lontano dall'alto. Quindi, nonostante ritenga che il padre abbia organizzato per lui di restare nella sua casa, racconta di come è stato mandato via dalla casa paterna. Poi racconta di una ragazza che gli ha detto di chiamarsi Lulu; ma dopo qualche pagina, stanco del nome, lei diventa Anna. I due si incontrano su una panchina. Lei sembra invadente anche se non fa quasi niente. Per non incontrarla, lui va via a sdraiarsi al bordo di un campo, ma poi sente la sua mancanza e torna alla panchina. I due si incontrano nuovamente. Lui chiede a lei di cantargli una canzone. Poi vanno a casa di lei, dove lui svuota una stanza e vi si piazza per abitarci. Lei lo lascia fare. Sembra il racconto ingenuo di un uomo accalappiato da una prostituta, e non c'è sesso, almeno non consapevole, perché lui si sveglia con lei al fianco e nuda e sa solo di aver dormito male. Poi un giorno lei dice di essere incinta e che il figlio che aspetta è di lui. Deve esserci un'altra donna in cucina quando lui se ne va, scacciato fuori, poi seduto di fronte alla casa, dove finisce questa specie di amore. Alla fine, si incammina e se si ferma sente le grida venire dalla casa, per non sentire le quali riprende a camminare.
Lo stile è lento e malinconico, pieno di umorismo disincantato, con qualche dettaglio che prova a essere ripugnante, e continui dubbi, quasi ottusi. Il riferimento a non aver potuto parlare inglese, fa pensare a un'ambientazione tedesca, più che francese, come durante i viaggi giovanili dell'autore in Germania, ma non vi è ambientazione riconoscibile e il cimitero, la panchina, la stanza potrebbero essere ovunque.

## Edizioni
- Samuel Beckett, Premier amour, Éditions de Minuit, Paris, 1970.
- id., First Love, Calder, London, 1974.
- id., Primo amore (seguito da Novelle e Testi per nulla), trad. Franco Quadri e Carlo Cignetti, Collana Supercoralli, Einaudi, Torino, I ed. 1971.
- id., Primo amore - Novelle - Testi per nulla, trad. Franco Quadri, Einaudi, Collana Nuovi coralli n.250, Torino, 1974 - 1982, pp. 5–33.
- id., Primo amore, in Racconti e prose brevi, a cura di Paolo Bertinetti, Collana Letture, Einaudi, Torino, 2010, ISBN 978-88-06-20215-6.